# Sergio Villar

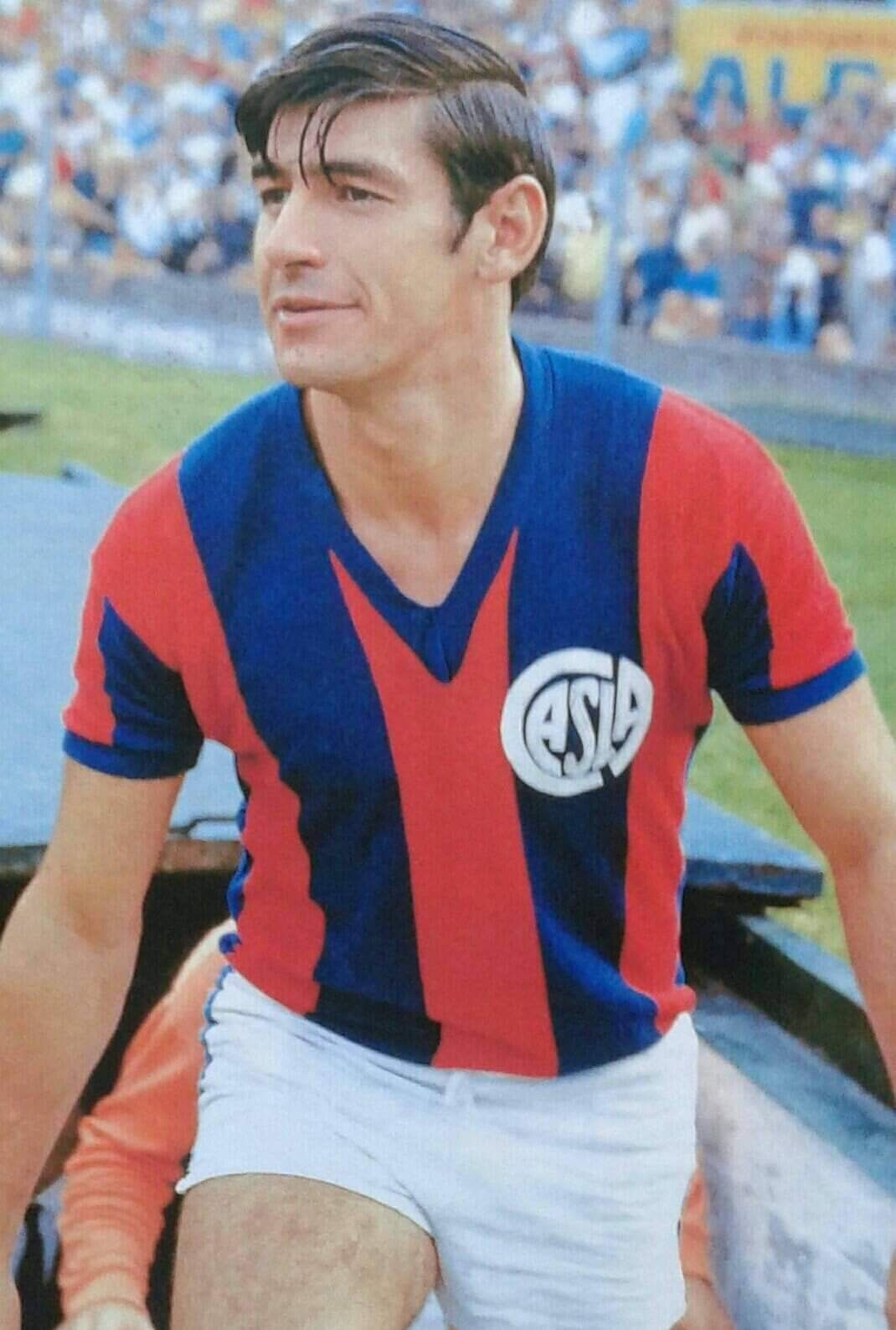
Sergio Villar (1968) - argentinischer Fußballspieler

Sergio Bismarck Villar (* 5. Januar 1944 in Montevideo) ist ein ehemaliger uruguayischer Fußballspieler, der fast seine gesamte Laufbahn in Argentinien verbrachte und noch heute Rekordspieler von CA San Lorenzo de Almagro ist.

## Karriere
Sergio Villar wurde 1944 in der uruguayischen Hauptstadt Montevideo geboren und machte seine ersten fußballerischen Erfahrungen bei dort ansässigen kleinen Vereinen namens Sportivo Cerrito und CA Canillitas. Von dort aus wechselte er zum Club Atlético Defensor, immerhin heutzutage viermaliger Meister, damals jedoch noch ohne Titelgewinn in der Vereinsgeschichte. 
1968 verließ er Uruguay und wechselte in die argentinische Primera División zu CA San Lorenzo de Almagro. Gleich in seiner ersten Spielzeit bei San Lorenzo konnte die Mannschaft des brasilianischen Trainers Tim die argentinische Fußballmeisterschaft gewinnen. Mit Spielern wie Rodolfo Fischer, Roberto Telch oder José Albrecht gewann San Lorenzo das Endspiel des Torneo Metropolitano mit 2:1 gegen den amtierenden Weltpokal-Sieger Estudiantes de La Plata. Doch dieser Titel sollte nur der Anfang sein von Sergio Villars ausgesprochen erfolgreicher Zeit bei San Lorenzo de Almagro. Man musste zwar vier Jahre auf die nächste Meisterschaft warten, doch dann kam diese gleich im Doppelpack. In der Primera División 1972 konnte man nicht nur mit sechs Punkten vor dem Racing Club das Torneo Metropolitano, sondern durch einen 1:0-Endspielsieg gegen CA River Plate auch das Torneo Nacional für sich entscheiden. Die Mannschaft von Trainer Juan Carlos Lorenzo war dabei das erste Team überhaupt, dem das Kunststück gelang, in einem Jahr beide Halbjahresmeisterschaften zu gewinnen. Zwei Jahre darauf gelang Sergio Villar dann der vierte Meistertitel mit CA San Lorenzo de Almagro, als man das Torneo Nacional mit einem Zähler Vorsprung auf Rosario Central beenden konnte. 
Danach schaffte Sergio Villar mit seiner Mannschaft allerdings keine weiteren Meistertitel. Der uruguayische Abwehrspieler spielte noch bis 1981 bei San Lorenzo de Almagro. Insgesamt absolvierte er 446 offizielle Spiele für das Team aus der Hauptstadt Buenos Aires, in denen ihm sechs Torerfolge gelangen. Mit dieser Anzahl an Spielen ist Villar noch heute Rekordspieler von San Lorenzo de Almagro, ihm folgen Roberto Telch und der erfolgreiche Mittelfeldspieler der 1930er-Jahre, Ángel Zubieta. Außerdem ist Villar neben Telch, Carlos Veglio, Victorio Cocco und Agustín Irusta einer von nur fünf Spielern, die mit San Lorenzo de Almagro vier Meisterschaften gewinnen konnten, wobei alle fünf Spieler auf die erfolgreiche Zeit von San Lorenzo de Almagro in den frühen Siebzigerjahren zurückgehen.
Nach seinem Abschied von San Lorenzo spielte Sergio Villar noch ein Jahr für die All Boys, ehe er seine Karriere nach Ende der Saison 1982 im Alter von 38 Jahren beendete.

## Erfolge
- Argentinische Meisterschaft: 4×

Metropolitano 1968, Metropolitano 1972, Nacional 1972 und Nacional 1974 mit CA San Lorenzo